# Nati il 4 novembre

## I secolo a.C.(1)
- 90 a.C. - Psenptah III, nobile e sacerdote egizio († 41 a.C.)

## XIII secolo(2)
- 1265 - Alfonso III d'Aragona, sovrano († 1291)
- 1299 - Alfonso IV d'Aragona, sovrano († 1336)

## XV secolo(4)
- 1420 - James Butler, V conte di Ormond, nobile irlandese († 1461)
- 1435 - Philippe de Lévis, cardinale francese († 1475)
- 1448 - Alfonso II di Napoli, sovrano italiano († 1495)
- 1470 - Edoardo V d'Inghilterra, re († 1483)

## XVI secolo(11)
- 1501 - Pietro Bertani, cardinale e vescovo cattolico italiano († 1558)
- 1522 - Alberto Gondi, nobile, militare e diplomatico francese († 1602)
- 1531 - Maso da San Friano, pittore italiano († 1571)
- 1543 - Giovanni Francesco Fara, vescovo, storico e umanista italiano († 1591)
- 1549 - Enrico V di Reuss-Greiz, nobile tedesco († 1604)
- 1569 - Guillén de Castro, drammaturgo spagnolo († 1631)
- 1575 - Guido Reni, pittore e incisore italiano († 1642)
- 1577 - François Leclerc du Tremblay, politico e religioso francese († 1638)
- 1578 - Volfango Guglielmo del Palatinato-Neuburg, duca († 1653)
- 1592 - Gerard van Honthorst, pittore olandese († 1656)
- 1598 - Ernesto Adalberto d'Harrach, cardinale e arcivescovo austriaco († 1667)

## XVII secolo(17)
- 1614 - Alessandro Carlo Vasa, principe svedese († 1634)
- 1631 - Maria Enrichetta Stuart, principessa britannica († 1660)
- 1634 - Johannes Bouwmeester, medico e filosofo olandese († 1680)
- 1637 - Juan Francisco de la Cerda, nobile e politico spagnolo († 1691)
- 1640 - Carlo Mannelli, violinista e compositore italiano († 1697)
- 1652 - Marc-René de Voyer de Paulmy, politico francese († 1721)
- 1658 - Sulkhan-Saba Orbeliani, scrittore e politico georgiano († 1725)
- 1658 - Adeodato Summantico, vescovo cattolico italiano († 1735)
- 1661 - Carlo III Filippo del Palatinato, nobile († 1742)
- 1664 - Carlo Francesco Giocoli, vescovo cattolico italiano († 1723)
- 1666 - Domenico Taglialatela, vescovo cattolico italiano († 1742)
- 1680 - Carlo Antonio Rambaldi, pittore e incisore italiano († 1717)
- 1684 - Sebastiano Paoli, letterato, archeologo e antiquario italiano († 1751)
- 1688 - Anton Kašutnik, gesuita e scrittore sloveno († 1745)
- 1690 - Guillaume Hyacinthe Bougeant, gesuita e storico francese († 1743)
- 1690 - Pietro Maria Trevisan Suarez, vescovo cattolico italiano († 1750)
- 1695 - Fabrizio Serbelloni, cardinale e arcivescovo cattolico italiano († 1775)

## XVIII secolo(49)
- 1711 - Ottaviano Cametti, matematico e religioso italiano († 1789)
- 1712 - Charles Louis de Marbeuf, generale e politico francese († 1786)
- 1712 - Charles de Fitz-James, militare francese († 1787)
- 1714 - John Boyle, III conte di Glasgow, nobile scozzese († 1775)
- 1716 - Wilhelm von Knyphausen, generale tedesco († 1800)
- 1720 - Jean Baptiste Christophore Fusée Aublet, farmacista, botanico e esploratore francese († 1778)
- 1720 - Ekaterina Dmitrievna Golicyna, nobildonna russa († 1761)
- 1723 - Federico Guglielmo III di Schleswig-Holstein-Sonderburg-Beck, nobile e militare tedesco († 1757)
- 1726 - Bartolomeo Maria Dal Monte, presbitero italiano († 1778)
- 1726 - Carlo Pergamo, vescovo cattolico italiano († 1785)
- 1728 - Giovanna Guglielmina di Anhalt-Köthen, nobildonna tedesca († 1786)
- 1728 - Francesco Maria Gianni, storico, economista e politico italiano († 1821)
- 1730 - Giovanni Battista Casanova, pittore italiano († 1795)
- 1731 - Maria Giuseppina di Sassonia, principessa tedesca († 1767)
- 1736 - Giovanni Mariti, viaggiatore, scienziato e storico italiano († 1806)
- 1736 - Carl Caspar von Siebold, medico tedesco († 1807)
- 1737 - Charles Pierrepont, I conte Manvers, militare, politico e nobile inglese († 1816)
- 1740 - Augustus M. Toplady, predicatore e poeta inglese († 1778)
- 1742 - Jakob Friedrich Ehrhart, botanico svizzero († 1795)
- 1743 - Daniel Lescallier, politico francese († 1822)
- 1744 - Johann III Bernoulli, matematico svizzero († 1807)
- 1747 - Domenico Antonio Fiorentini, pittore italiano († 1820)
- 1752 - George Finch, IX conte di Winchilsea, nobile inglese († 1826)
- 1753 - Wilhelm Gottlieb Becker, storico dell'arte, numismatico e scrittore tedesco († 1813)
- 1753 - Jean-Michel Beysser, generale francese († 1794)
- 1761 - Bertrand Andrieu, medaglista francese († 1822)
- 1762 - Carlo Gervasoni, organista, violinista e compositore italiano († 1819)
- 1764 - Philippe-François-Joseph Le Bas, politico francese († 1794)
- 1765 - Pierre Simon Girard, ingegnere e fisico francese († 1836)
- 1767 - Manuel Freire de Andrade, generale spagnolo († 1835)
- 1769 - Charles-Julien Lioult de Chênedollé, poeta francese († 1833)
- 1770 - François Pouqueville, diplomatico, scrittore e storico francese († 1838)
- 1771 - Charles Antoine Liébault, militare francese († 1811)
- 1771 - James Montgomery, poeta scozzese († 1854)
- 1772 - François-Frédéric Lemot, scultore francese († 1827)
- 1775 - Pierre Capelle, librettista e scrittore francese († 1851)
- 1776 - Karoline Stahl, scrittrice e poetessa tedesca († 1837)
- 1777 - Charles Antoine Manhès, generale francese († 1854)
- 1780 - Philippe-Paul de Ségur, militare e storico francese († 1873)
- 1784 - Giuseppe Bove, urbanista e architetto russo († 1834)
- 1784 - Friedrich Gottlieb Welcker, filologo classico e archeologo tedesco († 1868)
- 1785 - Shah Shuja Durrani, sovrano afghano († 1842)
- 1786 - Stratford Canning, I visconte di Stratford de Redcliffe, diplomatico e politico britannico († 1880)
- 1788 - Jacques-Édouard Gatteaux, scultore e medaglista francese († 1881)
- 1792 - Carlos Antonio López, politico e avvocato paraguaiano († 1862)
- 1794 - Ignazio Giovanni Cadolini, cardinale e arcivescovo cattolico italiano († 1850)
- 1795 - Carlo Blasis, danzatore e coreografo italiano († 1878)
- 1796 - Eugen I Karl Czernin von und zu Chudenitz, nobile, politico e storico boemo († 1868)
- 1798 - Henriette Méric-Lalande, soprano francese († 1867)

## XIX secolo(172)
- 1804 - Peder Balke, pittore norvegese († 1887)
- 1806 - Samuele Mazzuchelli, missionario italiano († 1864)
- 1806 - Karl Friedrich Mohr, chimico tedesco († 1879)
- 1809 - Manuel Montt, giurista e politico cileno († 1880)
- 1810 - Antonio Gallenga, giornalista, scrittore e patriota italiano († 1895)
- 1811 - Sebastiano di Borbone-Spagna, generale spagnolo († 1875)
- 1811 - Giulio Porro Lambertenghi, patriota e storico italiano († 1885)
- 1816 - Francisco Bolognesi, militare peruviano († 1880)
- 1816 - Gaetano Del Giudice, patriota e politico italiano († 1880)
- 1818 - Francesco Maria Paolucci, avvocato e politico italiano († 1897)
- 1818 - Paul d'Oubril, diplomatico russo († 1896)
- 1820 - Sebastiano De Luca, chimico, naturalista e politico italiano († 1880)
- 1821 - Martin Hattala, linguista, pedagogo e teologo slovacco († 1903)
- 1823 - Agostino Burgarella Ajola, imprenditore e patriota italiano († 1892)
- 1823 - Charles Tennant, banchiere e imprenditore scozzese († 1906)
- 1826 - Charles Hugo, scrittore e giornalista francese († 1871)
- 1827 - Alexandros Lykourgos, teologo greco († 1875)
- 1827 - Domenico Minolfi Scovazzo, medico, patriota e politico italiano († 1898)
- 1828 - Galeazzo Calciati, politico italiano († 1900)
- 1828 - Ernest Hello, scrittore e critico letterario francese († 1885)
- 1829 - Philip Lutley Sclater, giurista e ornitologo britannico († 1913)
- 1830 - Paul Topinard, antropologo e medico francese († 1911)
- 1831 - Girolamo Rossi, archeologo, storico e numismatico italiano († 1914)
- 1833 - Philipp Grünne, generale austriaco († 1902)
- 1833 - Aleksandr Alekseevič Kireev, filosofo russo († 1910)
- 1834 - Allen D. Candler, politico e storico statunitense († 1910)
- 1834 - Giuseppe Ricca Rosellini, agronomo italiano († 1914)
- 1834 - Giuseppe Riva, pittore italiano († 1916)
- 1835 - Julian Salomons, politico e avvocato britannico († 1909)
- 1836 - Eugène Carpezat, scenografo francese († 1912)
- 1836 - Eduardo Rosales, pittore spagnolo († 1873)
- 1836 - James Hood Wright, banchiere, dirigente d'azienda e imprenditore statunitense († 1894)
- 1839 - José Cueto Díez de la Maza, vescovo cattolico spagnolo († 1908)
- 1840 - Adolfo Borgognoni, poeta, scrittore e critico letterario italiano († 1893)
- 1840 - Dmitrij Vladimirovič Karakozov, rivoluzionario russo († 1866)
- 1840 - Vincenzo Massabò, avvocato e politico italiano († 1915)
- 1841 - Giuseppe Callegari, cardinale e vescovo cattolico italiano († 1906)
- 1841 - Carl Tausig, pianista polacco († 1871)
- 1842 - Olof Arborelius, pittore svedese († 1915)
- 1843 - Carlo Tivaroni, storico e politico italiano († 1906)
- 1844 - Edward Dannreuther, pianista e musicologo tedesco († 1905)
- 1845 - Thomas Barlow, medico inglese († 1945)
- 1845 - Pietro d'Orléans, ufficiale e viaggiatore francese († 1919)
- 1846 - Giuseppe Della Noce, generale italiano († 1935)
- 1846 - Frans Reinhold Kjellman, botanico e esploratore svedese († 1907)
- 1847 - Augusto di Braganza, nobile portoghese († 1889)
- 1847 - Gustav Hirschfeld, archeologo tedesco († 1895)
- 1849 - Giacomo Pala, avvocato e politico italiano († 1927)
- 1849 - Carlo Sada, architetto italiano († 1924)
- 1850 - Léon Hennique, scrittore e drammaturgo francese († 1935)
- 1850 - Francesco Mauro, chimico italiano († 1893)
- 1851 - Giuseppe Licata, medico e politico italiano († 1906)
- 1852 - Ottone Brentari, geografo, storico e giornalista italiano († 1921)
- 1853 - Constantin von Monakow, neurologo russo († 1930)
- 1855 - Michail Aleksandrovič Menzbir, zoologo russo († 1935)
- 1855 - Frederick Orpen Bower, botanico britannico († 1948)
- 1858 - Francis Robert Benson, attore e impresario teatrale britannico († 1939)
- 1862 - Eden Phillpotts, scrittore e drammaturgo inglese († 1960)
- 1862 - Rasmus Rasmussen, attore norvegese († 1932)
- 1863 - John Lecky, rugbista a 15 neozelandese († 1917)
- 1863 - Walter Migula, botanico polacco († 1938)
- 1864 - Mauricio Ponce de Léon, schermidore spagnolo († 1930)
- 1865 - Hermann Keidanski, scacchista e compositore di scacchi tedesco († 1938)
- 1866 - Pietro Barcellona, magistrato e politico italiano († 1952)
- 1866 - Carlo Cremonesi, cardinale e arcivescovo cattolico italiano († 1943)
- 1868 - Camille Jenatzy, ingegnere e pilota automobilistico belga († 1913)
- 1868 - La Bella Otero, ballerina e attrice spagnola († 1965)
- 1869 - Edward Abeles, attore statunitense († 1919)
- 1869 - Giuseppe Altobello, naturalista e zoologo italiano († 1931)
- 1869 - Lucienne Bréval, soprano svizzero († 1935)
- 1871 - Mariano D'Amelio, magistrato e politico italiano († 1943)
- 1872 - Ulisse Caputo, pittore italiano († 1948)
- 1872 - Enrico Nani, baritono italiano († 1940)
- 1872 - Barbu Știrbey, politico rumeno († 1946)
- 1872 - Giuseppe Torres, architetto italiano († 1935)
- 1873 - Kyōka Izumi, scrittore e drammaturgo giapponese († 1939)
- 1873 - Carlos Mendieta, politico cubano († 1960)
- 1873 - George Edward Moore, filosofo britannico († 1958)
- 1873 - Jørgen Møller, scacchista e compositore di scacchi danese († 1944)
- 1874 - Charles Despiau, scultore francese († 1946)
- 1874 - Herbert Christopher Robinson, zoologo, ornitologo e naturalista britannico († 1929)
- 1874 - Şehzade Ibrahim Tevfik, principe ottomano († 1931)
- 1875 - Giuseppe Bonelli, archivista, paleografo e storico italiano († 1956)
- 1875 - Arthur Crispien, politico, giornalista e pittore tedesco († 1946)
- 1875 - August Gustafsson, tiratore di fune svedese († 1938)
- 1875 - Abel Lafleur, scultore francese († 1953)
- 1875 - Carlotta Zambelli, ballerina italiana († 1968)
- 1876 - James Earle Fraser, scultore e medaglista statunitense († 1953)
- 1877 - Tomasz Arciszewski, politico polacco († 1955)
- 1878 - José Berraondo, calciatore e allenatore di calcio spagnolo († 1950)
- 1878 - Damiano Filia, scrittore, storico e presbitero italiano († 1956)
- 1879 - Alda Borelli, attrice italiana († 1964)
- 1879 - Leonid Ivanovič Fëdorov, esarca russo († 1935)
- 1879 - Will Rogers, attore, comico e giornalista statunitense († 1935)
- 1880 - Umberto Casilini, attore teatrale e attore cinematografico italiano († 1942)
- 1880 - Johan Jarlén, ginnasta svedese († 1955)
- 1881 - Carlo Aru, storico dell'arte italiano († 1954)
- 1881 - Carlo Chiarlo, cardinale e arcivescovo cattolico italiano († 1964)
- 1881 - Adelaide Coari, insegnante e sindacalista italiana († 1966)
- 1881 - Gaby Deslys, attrice, cantante e ballerina francese († 1920)
- 1881 - Otto Wille Kuusinen, diplomatico, politico e critico letterario finlandese († 1964)
- 1882 - Adolfo Callegari, pittore, storico dell'arte e archeologo italiano († 1948)
- 1882 - Bob Douglas, cestista, allenatore di pallacanestro e dirigente sportivo statunitense († 1979)
- 1882 - Alberto Giovannini, politico e economista italiano († 1969)
- 1883 - Turi Pandolfini, attore italiano († 1962)
- 1883 - Nikolaos Plastiras, generale e politico greco († 1953)
- 1884 - Edmund Bury, tennista britannico († 1915)
- 1884 - Amilcare De Ambris, sindacalista e politico italiano († 1951)
- 1884 - Claes Johanson, lottatore svedese († 1949)
- 1884 - Elena Karađorđević, principessa serba († 1962)
- 1884 - George Underwood, mezzofondista statunitense († 1943)
- 1885 - Francesco Nonni, incisore, pittore e ceramista italiano († 1976)
- 1886 - David Samanez Ocampo, politico peruviano († 1947)
- 1887 - Luigi Krall, generale italiano († 1949)
- 1887 - Alfred Lee Loomis, banchiere e scienziato statunitense († 1975)
- 1887 - Gino Vallesella, calciatore italiano († 1933)
- 1888 - Otto Gelsted, poeta danese († 1968)
- 1888 - John O'Brien, arbitro di pallacanestro, dirigente sportivo e dirigente d'azienda statunitense († 1967)
- 1888 - Richard Queck, calciatore tedesco († 1968)
- 1888 - Géza Tuli, ginnasta ungherese († 1966)
- 1889 - Béla Macourek, aviatore austro-ungarico
- 1889 - Fritz Walther, imprenditore e inventore tedesco († 1966)
- 1890 - Klabund, scrittore e poeta tedesco († 1928)
- 1891 - Edward F. Cline, regista, sceneggiatore e attore statunitense († 1961)
- 1891 - María Maravillas de Jesús, religiosa e mistica spagnola († 1974)
- 1891 - Giuseppe Renzetti, diplomatico e militare italiano († 1953)
- 1891 - Gábor Vajna, politico ungherese († 1946)
- 1891 - Orlando Ward, generale statunitense († 1972)
- 1891 - Anna Il'inična Čavčavadze, stilista georgiana († 1941)
- 1892 - Konrad Huber, tiratore a volo finlandese († 1960)
- 1893 - Edmond Dame, lottatore francese († 1956)
- 1893 - Maria Teresa Mazzei Fabbricotti, pittrice italiana († 1977)
- 1894 - Gabriel Auphan, ammiraglio francese († 1982)
- 1894 - Gemma Bolognesi, attrice italiana († 1983)
- 1894 - Aleksandar Deroko, architetto, artista e scrittore serbo († 1988)
- 1894 - Heinz Hartmann, psichiatra e psicoanalista austriaco († 1970)
- 1894 - Valerie von Martens, attrice austriaca († 1986)
- 1894 - Carmelina Naselli, letterata, etnologa e bibliotecaria italiana († 1971)
- 1894 - Pavel Semënovič Rybalko, generale sovietico († 1948)
- 1894 - Varvara Stepanova, artista sovietica († 1958)
- 1895 - Jack King, animatore e regista statunitense († 1958)
- 1895 - Ettore Reynaudi, calciatore italiano († 1968)
- 1895 - Ben Sharpsteen, regista e produttore cinematografico statunitense († 1980)
- 1896 - Joe Ackerley, scrittore e giornalista britannico († 1967)
- 1896 - Giuliano Cassiani Ingoni, generale italiano († 1962)
- 1896 - Rosolino Ferragni, politico, antifascista e giornalista italiano († 1973)
- 1896 - Antonio Guariento, politico italiano († 1975)
- 1896 - Carlos P. Garcia, politico e poeta filippino († 1971)
- 1896 - Auguste Ruyssevelt, calciatore belga
- 1896 - Ian Wolfe, attore statunitense († 1992)
- 1897 - Janaki Ammal, botanica e genetista indiana († 1984)
- 1897 - Ugo Giacomozzi, direttore d'orchestra italiano († 1979)
- 1897 - Kurt Held, scrittore e poeta tedesco († 1969)
- 1897 - Charles Lacquehay, ciclista su strada, pistard e ciclocrossista francese († 1975)
- 1897 - Cipriano Mera, anarchico, sindacalista e generale spagnolo († 1975)
- 1897 - Cornelis Bernardus van Niel, microbiologo olandese († 1985)
- 1897 - André-Jean Vérineux, missionario e vescovo cattolico francese († 1983)
- 1898 - Harold Cassels, hockeista su prato britannico († 1975)
- 1898 - Joe Dougherty, doppiatore statunitense († 1978)
- 1898 - Nils Engdahl, velocista e mezzofondista svedese († 1983)
- 1898 - Giosuè Fiorentino, politico italiano († 1977)
- 1898 - Aage Høy-Petersen, velista danese († 1967)
- 1898 - Kang Sheng, politico cinese († 1975)
- 1899 - Treg Brown, montatore statunitense († 1984)
- 1899 - Blandine Ebinger, attrice e cantante tedesca († 1993)
- 1899 - Nicolas Frantz, ciclista su strada lussemburghese († 1985)
- 1899 - Paul Nicolas, calciatore e allenatore di calcio francese († 1959)
- 1899 - Ivan Konstantinovič Pravov, regista cinematografico sovietico († 1971)
- 1899 - Bernhard Rogge, ammiraglio tedesco († 1982)
- 1900 - Bullet Baker, giocatore di football americano statunitense († 1961)
- 1900 - Luigi Lucioni, pittore italiano († 1988)
- 1900 - Sergej Dmitrievič Vasil'ev, regista e sceneggiatore sovietico († 1959)

## XX secolo(845)
- 1901 - Spyridōn Marinatos, archeologo greco († 1974)
- 1901 - Ivan Aleksandrovič Pyr'ev, regista e sceneggiatore russo († 1968)
- 1902 - John P. Fulton, effettista statunitense († 1966)
- 1902 - Otto Förschner, militare tedesco († 1946)
- 1902 - Frank Jenks, attore statunitense († 1962)
- 1902 - Samuel Kahanamoku, nuotatore statunitense († 1966)
- 1903 - Boris Aleksandrovič Arbuzov, chimico sovietico († 1991)
- 1903 - Averkij Borisovič Aristov, politico e diplomatico sovietico († 1973)
- 1903 - Robert Emerson, botanico statunitense († 1959)
- 1904 - Don Alvarado, attore statunitense († 1967)
- 1904 - Claire Beck Loos, fotografa e scrittrice cecoslovacca († 1942)
- 1904 - William Joseph Brennan, vescovo cattolico australiano († 1975)
- 1904 - Walter Ciszek, presbitero statunitense († 1984)
- 1904 - ʿUmar al-Tilmisānī, politico egiziano († 1986)
- 1905 - Carl Balhaus, attore, regista e sceneggiatore tedesco († 1968)
- 1905 - Spartaco Beltrand, politico italiano († 1974)
- 1905 - Stanley Cortez, direttore della fotografia statunitense († 1997)
- 1905 - Afro De Pietri, calciatore e allenatore di calcio italiano († 1992)
- 1905 - Nannie Doss, serial killer statunitense († 1965)
- 1905 - Paul Oßwald, allenatore di calcio e calciatore tedesco († 1993)
- 1905 - Dragutin Tadijanović, poeta croato († 2007)
- 1905 - Alf Young, allenatore di calcio e calciatore inglese († 1977)
- 1906 - Antonio Bianchi, calciatore italiano
- 1906 - Jean Filliozat, storico delle religioni e orientalista francese († 1982)
- 1906 - Gustave Heiss, schermidore statunitense († 1982)
- 1906 - Ernst Krebs, canoista tedesco († 1970)
- 1906 - Joe Sullivan, pianista e compositore statunitense († 1971)
- 1906 - Ornella Puliti Santoliquido, pianista italiana († 1977)
- 1906 - Giuseppe Spigno, calciatore italiano
- 1906 - Stanley Smith Stevens, psicologo statunitense († 1973)
- 1906 - Merico Zuccari, militare italiano († 1959)
- 1907 - Károly Bartha, nuotatore ungherese († 1991)
- 1907 - Bennie Benjamin, cantautore e compositore statunitense († 1989)
- 1907 - Esteban Kuko, calciatore argentino
- 1908 - Oku Ampofo, artista ghanese († 1998)
- 1908 - Angelo Dalle Molle, imprenditore italiano († 2001)
- 1908 - Pál Harkai Schiller, psicologo ungherese († 1949)
- 1908 - Hermógenes Fonseca, calciatore brasiliano
- 1908 - Lidio Manzotti, calciatore italiano († 1969)
- 1908 - Józef Rotblat, fisico polacco († 2005)
- 1908 - Ibrahim Wasif, sollevatore egiziano († 1975)
- 1909 - Ciro Alegría, scrittore e giornalista peruviano († 1967)
- 1909 - Betty Arlen, attrice e ballerina statunitense († 1966)
- 1909 - Amalio Balzarini, calciatore italiano
- 1909 - Dixie Lee, attrice statunitense († 1952)
- 1909 - Bert Patenaude, calciatore statunitense († 1974)
- 1909 - Angelo Pilati, calciatore italiano († 1930)
- 1910 - Enzo Di Paola, pianista, compositore e paroliere italiano († 1988)
- 1910 - Kurt Langenbein, calciatore tedesco († 1978)
- 1910 - Carlo Stella, politico italiano († 2000)
- 1910 - István Tamássy, calciatore ungherese († 1994)
- 1910 - Carlos Torres Pastorino, presbitero, scrittore e conduttore radiofonico brasiliano († 1980)
- 1911 - Roberto Cuzzaniti, politico italiano († 1994)
- 1911 - Hugh Farquharson, hockeista su ghiaccio canadese († 1985)
- 1911 - Pauli Pitkänen, fondista finlandese († 1941)
- 1911 - Cleonice Tomassetti, patriota italiana († 1944)
- 1912 - Ettore Della Giovanna, giornalista italiano († 2004)
- 1912 - Viktor Illarionovič Ivčenko, regista cinematografico sovietico († 1972)
- 1913 - Elisaveta Ivanovna Bykova, scacchista sovietica († 1989)
- 1913 - Enrica Crescentini, poetessa italiana († 2002)
- 1913 - Franz Hanreiter, calciatore austriaco († 1992)
- 1913 - Ercole Rigamonti, ciclista su strada italiano († 2000)
- 1913 - Arminio Wachsberger, dirigente d'azienda italiano († 2002)
- 1913 - Gig Young, attore statunitense († 1978)
- 1914 - Carlos Castillo Armas, politico e militare guatemalteco († 1957)
- 1914 - Carlo Migliaccio, calciatore italiano
- 1915 - Salvatore Mazzocco, compositore e paroliere italiano († 1976)
- 1915 - Wee Kim Wee, politico singaporiano († 2005)
- 1916 - Giancarlo Bartolini Salimbeni, scenografo e costumista italiano († 2000)
- 1916 - John Basilone, militare statunitense († 1945)
- 1916 - Andrea Campana, allenatore di calcio e calciatore italiano († 1960)
- 1916 - Walter Cronkite, giornalista e conduttore televisivo statunitense († 2009)
- 1916 - Ruth Handler, imprenditrice statunitense († 2002)
- 1916 - Michelangelo Trimarchi, politico italiano († 1984)
- 1917 - Leonardo Cimino, attore statunitense († 2012)
- 1917 - Virginia Field, attrice britannica († 1992)
- 1918 - Luigi Campanella, lottatore e partigiano italiano († 2018)
- 1918 - Art Carney, attore statunitense († 2003)
- 1918 - Renée Faure, attrice francese († 2005)
- 1918 - Cameron Mitchell, attore statunitense († 1994)
- 1919 - Martin Balsam, attore statunitense († 1996)
- 1919 - Thomas P. Cullinan, scrittore e sceneggiatore statunitense († 1995)
- 1919 - Egidio Martini, critico d'arte e pittore italiano († 2011)
- 1919 - Eric Thompson, pilota automobilistico britannico († 2015)
- 1920 - Joseph Fitzmyer, gesuita e biblista statunitense († 2016)
- 1920 - Jack Lee, calciatore inglese († 1994)
- 1920 - George S. Odiorne, economista statunitense († 1992)
- 1920 - Antonio Sibilia, imprenditore e dirigente sportivo italiano († 2014)
- 1920 - Harriette Tarler, attrice statunitense († 2001)
- 1921 - Jay Anson, scrittore statunitense († 1980)
- 1921 - Angelo Gotti, operaio e partigiano italiano († 1944)
- 1921 - Ermanno Nogler, sciatore alpino e allenatore di sci alpino italiano († 2000)
- 1921 - Valdemar Rautio, triplista finlandese († 1973)
- 1921 - Gene Rock, cestista statunitense († 2002)
- 1921 - Antonio Ruiz Soler, ballerino, coreografo e attore spagnolo († 1996)
- 1921 - Karl Wolfgang Scheiber, politico, poeta e giornalista austriaco († 2012)
- 1922 - Benno Besson, regista teatrale svizzero († 2006)
- 1922 - Óscar Pérez Cattáneo, cestista argentino († 2002)
- 1923 - Severino Cavone, calciatore italiano († 1976)
- 1923 - José Ramón Fernández, militare e politico cubano († 2019)
- 1923 - Mario Gigante, mafioso statunitense († 2022)
- 1923 - Freddy Heineken, dirigente d'azienda e imprenditore olandese († 2002)
- 1923 - Gunnar Huseby, pesista e discobolo islandese († 1995)
- 1923 - Guillermo Rodríguez Lara, politico e generale ecuadoriano
- 1923 - Eugene Sledge, militare statunitense († 2001)
- 1923 - Flora Viola, dirigente sportiva italiana († 2009)
- 1924 - Urbano Lazzaro, partigiano italiano († 2006)
- 1924 - Giancarlo Primo, cestista e allenatore di pallacanestro italiano († 2005)
- 1924 - Marcel Spilliaert, pallanuotista francese († 1992)
- 1925 - Philippe Dreyfus, informatico francese († 2018)
- 1925 - Leopoldo Elia, giurista e politico italiano († 2008)
- 1925 - Ritwik Ghatak, regista e scrittore indiano († 1976)
- 1925 - Franco Marazzi, regista e giornalista svizzero († 2014)
- 1925 - Doris Roberts, attrice statunitense († 2016)
- 1925 - Helene Stanton, attrice e cantante statunitense († 2017)
- 1926 - Salvatore Natoli, politico italiano († 2015)
- 1926 - Michele Pistillo, politico italiano († 2019)
- 1926 - Laurence Rosenthal, direttore d'orchestra e compositore statunitense
- 1926 - Giuseppe Vignolo, politico italiano
- 1926 - Giancarlo Zagni, regista e sceneggiatore italiano († 2013)
- 1927 - Bobby Breen, attore e cantante canadese († 2016)
- 1927 - Bill Calhoun, cestista statunitense († 2024)
- 1927 - Vittorio Fellegara, compositore italiano († 2011)
- 1928 - Larry Bunker, batterista, percussionista e vibrafonista statunitense († 2005)
- 1928 - Mihai Chițac, politico e generale rumeno († 2010)
- 1928 - Sandro Ciotti, giornalista italiano († 2003)
- 1928 - Valeriano Falsini, ciclista su strada italiano († 2021)
- 1928 - Albino Michielli, alpinista italiano († 1964)
- 1928 - Giosuè Musca, storico italiano († 2005)
- 1928 - Domenico Peritore, politico italiano († 1993)
- 1928 - George Stanich, ex altista, ex cestista e ex giocatore di baseball statunitense
- 1928 - Paolo Valmarana, giornalista, critico cinematografico e produttore cinematografico italiano († 1984)
- 1929 - Anastasio, arcivescovo ortodosso greco († 2025)
- 1929 - Shakuntala Devi, saggista e astrologa indiana († 2013)
- 1929 - Riccardo Ehrman, giornalista italiano († 2021)
- 1929 - Rune Källqvist, pallanuotista svedese († 1994)
- 1929 - Shaike Ophir, attore e mimo israeliano († 1987)
- 1929 - Aleksandr Nikitič Romanov, nobile russo († 2002)
- 1930 - Cosimo Canelles, pittore italiano († 2007)
- 1930 - Ricardo Conde, nuotatore e pallanuotista spagnolo († 1994)
- 1930 - Vittorio Congia, attore e doppiatore italiano († 2019)
- 1930 - Dick Groat, giocatore di baseball e cestista statunitense († 2023)
- 1930 - Antonio Landolfi, politico e saggista italiano († 2011)
- 1930 - Roberto Pagano, clavicembalista e musicologo italiano († 2015)
- 1930 - François Philippe, calciatore francese († 2001)
- 1930 - Kate Reid, attrice canadese († 1993)
- 1930 - Yung Pi-hock, ex cestista taiwanese
- 1931 - Carlo Cresti, architetto e storico dell'architettura italiano († 2018)
- 1931 - Ferruccio Dalla Torre, bobbista italiano († 1987)
- 1931 - William Dodgin Jr., calciatore e allenatore di calcio inglese († 2000)
- 1931 - Erminia Ferrari, ex modella, costumista e scenografa italiana
- 1931 - Bernard Francis Law, cardinale e arcivescovo cattolico statunitense († 2017)
- 1931 - Cesare Mulé, giornalista, storico e politico italiano († 2021)
- 1931 - Nicola Raponi, storico italiano († 2007)
- 1931 - Imrich Stacho, calciatore cecoslovacco († 2006)
- 1931 - Bohdan Stashynsky, agente segreto sovietico
- 1931 - Miroslav Wiecek, calciatore cecoslovacco († 1997)
- 1932 - Joyce Blair, attrice, ballerina e cantante britannica († 2006)
- 1932 - Luciano Francioli, attore italiano († 2014)
- 1932 - Thomas Klestil, politico austriaco († 2004)
- 1932 - Tommy Makem, poeta, cantautore e suonatore di banjo britannico († 2007)
- 1932 - Fausto Puccini, cavaliere italiano († 2016)
- 1933 - Guido Boni, ciclista su strada italiano († 2014)
- 1933 - Bill Dornblaser, ex pallanuotista statunitense
- 1933 - Barbara Grier, editrice e saggista statunitense († 2011)
- 1933 - Charles K. Kao, ingegnere e fisico cinese († 2018)
- 1933 - Mildred McDaniel, altista statunitense († 2004)
- 1933 - Fay Muller, ex tennista australiana
- 1933 - Chukwuemeka Odumegwu Ojukwu, generale e politico nigeriano († 2011)
- 1933 - Giacomo Tachis, enologo italiano († 2016)
- 1934 - Tommy Abbott, ballerino, coreografo e attore statunitense († 1987)
- 1934 - Xavier Albó, gesuita, antropologo e funzionario spagnolo († 2023)
- 1934 - Vittorio Amuso, mafioso statunitense
- 1934 - Marilena Ansaldi, danzatrice, coreografa e attrice brasiliana († 2021)
- 1934 - Carlo Lorenzetti, scultore italiano
- 1934 - Miroslav Ondříček, direttore della fotografia cecoslovacco († 2015)
- 1934 - Bo Widén, ex cestista svedese
- 1935 - Elgar Howarth, direttore d'orchestra, compositore e trombettista britannico († 2025)
- 1935 - Giuseppe Letizia, italiano († 1948)
- 1935 - Oddvar Rønnestad, sciatore alpino norvegese († 2014)
- 1935 - Manfredo Tafuri, storico dell'architettura italiano († 1994)
- 1935 - Pio Vittorio Vigo, arcivescovo cattolico italiano († 2021)
- 1935 - Daniel Williams, politico grenadino († 2024)
- 1935 - Uri Zohar, regista, attore e rabbino israeliano († 2022)
- 1936 - Vittorio Angelici, politico e sindacalista italiano
- 1936 - Romano Forin, calciatore italiano († 2018)
- 1936 - Paul Jensen, ciclista su strada danese († 2013)
- 1936 - Thaddeus Peplowski, vescovo vetero-cattolico statunitense († 2018)
- 1936 - Giulia Perugini, altista italiana
- 1936 - Didier Ratsiraka, politico e militare malgascio († 2021)
- 1936 - C. K. Williams, poeta, critico letterario e traduttore statunitense († 2015)
- 1936 - Victor Wégria, calciatore belga († 2008)
- 1937 - Lorenzo Alocén, cestista spagnolo († 2022)
- 1937 - Vittorino Mantovani, ex calciatore italiano
- 1937 - Antonio Pellegrino, politico e medico italiano († 2011)
- 1937 - Loretta Swit, attrice statunitense († 2025)
- 1937 - Romano Voltolina, calciatore italiano († 2023)
- 1937 - Fabrizio Zampa, giornalista, critico musicale e fotografo italiano († 2023)
- 1938 - Em Bryant, ex cestista e allenatore di pallacanestro statunitense
- 1938 - Nuccia Cardinali, cantante e attrice italiana
- 1938 - Luciano Giacotto, giornalista, produttore discografico e paroliere italiano († 2023)
- 1938 - Jorge Manicera, calciatore uruguaiano († 2012)
- 1938 - Salvatore Morale, ex ostacolista, allenatore di atletica leggera e dirigente sportivo italiano
- 1938 - Giancarlo Mori, politico italiano († 2019)
- 1938 - Alfredo Paolicchi, ex calciatore italiano
- 1938 - Joe Pytka, regista statunitense
- 1939 - Günter Bernard, ex calciatore tedesco occidentale
- 1939 - Achille Bonito Oliva, critico d'arte italiano
- 1939 - Giancarlo Ferrando, direttore della fotografia italiano († 2020)
- 1939 - Venceslas Kruta, archeologo francese
- 1939 - Roy Lunniss, calciatore inglese († 2010)
- 1939 - Annabella Miscuglio, scrittrice, regista e attivista italiana († 2003)
- 1939 - Moustapha Niasse, politico senegalese
- 1939 - Renzo Zaffinetti, ex hockeista su pista italiano
- 1940 - Carlos Echeverría, ex ciclista su strada spagnolo
- 1940 - Cristina Gajoni, attrice e ex modella italiana
- 1940 - Marlène Jobert, attrice e scrittrice francese
- 1940 - Yōko Mori, scrittrice giapponese († 1993)
- 1940 - Roberto Negri, pianista, arrangiatore e compositore italiano († 2006)
- 1940 - Manuel Ojeda, attore messicano († 2022)
- 1940 - Angelo Sperandio, politico italiano
- 1941 - Raúl Bernao, calciatore argentino († 2007)
- 1941 - Carlo Cingolani, politico italiano
- 1941 - Giacomo Contri, medico e psicoanalista italiano († 2022)
- 1941 - Raffaele Cutolo, mafioso italiano († 2021)
- 1941 - Carlos Esposito, ex arbitro di calcio argentino
- 1941 - Luciano Pacomio, vescovo cattolico italiano
- 1941 - Giancarlo Peris, ex mezzofondista italiano
- 1941 - Helga Zimmermann, ex cestista tedesca
- 1942 - Ljudmila Gromova, ex ginnasta sovietica
- 1942 - Patricia Bath, oculista, filantropa e inventrice statunitense († 2019)
- 1942 - Rudolf Belin, ex calciatore e allenatore di calcio jugoslavo
- 1942 - Giovanna Cattaneo Incisa, politica italiana († 2011)
- 1942 - Vittorio De Bisogno, attore italiano
- 1942 - Edward Luttwak, economista, politologo e saggista romeno
- 1942 - Silvano Schiavon, ciclista su strada italiano († 1977)
- 1943 - Luigi Chiariello, cardiochirurgo italiano
- 1943 - Clark Graebner, ex tennista statunitense
- 1943 - Bob Wollek, pilota automobilistico francese († 2001)
- 1944 - Jean Mary Carletto, attore, modello e antiquario francese († 2024)
- 1944 - Irlando Danieli, compositore, librettista e scrittore italiano
- 1944 - Linda Gary, doppiatrice e attrice statunitense († 1995)
- 1944 - Anna Maria Pedrazzi Cipolla, politica italiana
- 1944 - Rainer Podlesch, ex pistard tedesco
- 1944 - Toni Stern, paroliera e poetessa statunitense († 2024)
- 1945 - Beppe Alfano, giornalista italiano († 1993)
- 1945 - Alain Noury, attore francese
- 1945 - Giuseppe Brescia, filosofo italiano († 2020)
- 1945 - Alessandro Cane, regista e attore italiano († 2010)
- 1945 - Rosario Lo Bello, ex arbitro di calcio e dirigente sportivo italiano
- 1945 - Carlos López Hernández, vescovo cattolico spagnolo
- 1945 - Kadour Naimi, produttore cinematografico, drammaturgo e regista algerino
- 1946 - John Callen, attore e regista teatrale britannico
- 1946 - John Cooper, ex tennista australiano
- 1946 - Laura De Fusco, pianista italiana
- 1946 - Frederick Elmes, direttore della fotografia statunitense
- 1946 - Rudi Hiti, allenatore di hockey su ghiaccio e ex hockeista su ghiaccio jugoslavo
- 1946 - Ivan Kiasašvili, regista sovietico († 2001)
- 1946 - Laura Bush, educatrice e scrittrice statunitense
- 1946 - Robert Mapplethorpe, fotografo statunitense († 1989)
- 1946 - Rita Ridley, mezzofondista britannica († 2013)
- 1946 - Giuseppe Sergi, storico italiano
- 1946 - Luciana Serra, soprano italiano
- 1946 - Isamu Sonoda, ex judoka giapponese
- 1946 - Zsuzsa Tarjányi, ex cestista ungherese
- 1947 - Ahmed Paidayesh, pallanuotista iraniano
- 1947 - Aleksej Ulanov, ex pattinatore artistico su ghiaccio sovietico
- 1947 - John Yarmuth, politico statunitense
- 1948 - Danila Comastri Montanari, scrittrice italiana († 2023)
- 1948 - François-Xavier Dumortier, presbitero francese
- 1948 - Renato Franceschi, hockeista su ghiaccio italiano
- 1948 - Giancarlo Galdiolo, allenatore di calcio e calciatore italiano († 2018)
- 1948 - Don Holcomb, ex cestista statunitense
- 1948 - Rocco Maggi, politico italiano († 2024)
- 1948 - Shaul Mofaz, generale e politico israeliano
- 1948 - Mulamba Ndaye, calciatore della Repubblica Democratica del Congo († 2019)
- 1948 - Amadou Toumani Touré, politico e generale maliano († 2020)
- 1948 - Jan Tyrawa, vescovo cattolico polacco
- 1949 - Garo Aida, fotografo giapponese
- 1949 - Mansueto Bianchi, vescovo cattolico italiano († 2016)
- 1949 - Vittorio De Scalzi, cantante, polistrumentista e compositore italiano († 2022)
- 1949 - Daniel Faraldo, attore e sceneggiatore statunitense
- 1949 - David Stahl, direttore d'orchestra statunitense († 2010)
- 1949 - Giacomo Stella, psicologo italiano
- 1949 - Ajahn Sucitto, monaco buddista britannico
- 1949 - Berlinda Tolbert, attrice statunitense
- 1949 - Giuseppe Valà, ex calciatore italiano
- 1949 - Nguyen Van Chieu, artista marziale vietnamita († 2020)
- 1949 - Philip Yancey, giornalista, scrittore e educatore statunitense
- 1950 - Willie Buchanon, ex giocatore di football americano statunitense
- 1950 - Juan José Enríquez Gómez, calciatore e allenatore di calcio spagnolo († 2015)
- 1950 - Charles Frazier, scrittore statunitense
- 1950 - Fëdor Laščënov, allenatore di pallavolo e ex pallavolista sovietico
- 1950 - Stephen Meadows, attore statunitense
- 1950 - Carol Miller, politica statunitense
- 1950 - Markie Post, attrice e imprenditrice statunitense († 2021)
- 1950 - Rick Ungar, scrittore, sceneggiatore e produttore televisivo statunitense
- 1950 - Kimi Wakitashiro, ex cestista giapponese
- 1950 - Benny Wendt, ex calciatore svedese
- 1950 - Mary Williams, cestista statunitense († 2025)
- 1951 - Traian Băsescu, politico rumeno
- 1951 - Cosey Fanni Tutti, artista, musicista e attrice britannica
- 1951 - Carlo Fugazza, karateka e maestro di karate italiano
- 1951 - Algimantas Liubinskas, allenatore di calcio e ex calciatore sovietico
- 1951 - Eugenio Torre, scacchista filippino
- 1952 - Vittorio Amandola, attore, doppiatore e dialoghista italiano († 2010)
- 1952 - Fred Fish, programmatore statunitense († 2007)
- 1952 - Hanna Gronkiewicz-Waltz, politica e economista polacca
- 1952 - Charles Edward Jones, astronauta, militare e programmatore statunitense († 2001)
- 1952 - Jeff Lorber, tastierista e compositore statunitense
- 1952 - Walter Nicoletti, allenatore di calcio italiano († 2019)
- 1952 - Debbie Ryan, allenatrice di pallacanestro statunitense
- 1952 - Tawadros II di Alessandria, vescovo ortodosso egiziano
- 1953 - Carlos Gutierrez, politico e dirigente d'azienda cubano
- 1953 - Derek Johnstone, allenatore di calcio e ex calciatore scozzese
- 1953 - Peter Lord, regista e produttore cinematografico britannico
- 1953 - Rafael Pavón, ex calciatore argentino
- 1953 - Riccardo Reim, attore, regista e drammaturgo italiano († 2014)
- 1953 - Van Stephenson, cantante e chitarrista statunitense († 2001)
- 1953 - Brigitta Suchanek, ex cestista austriaca
- 1953 - Tina Theune, allenatrice di calcio e ex calciatrice tedesca
- 1953 - Jacques Villeneuve, ex pilota automobilistico canadese
- 1954 - Aleksandr Aksinin, velocista sovietico († 2020)
- 1954 - Nacer Guedioura, ex calciatore algerino
- 1954 - Erich Kirchler, psicologo italiano
- 1954 - Carlo Mancini, conduttore radiofonico italiano
- 1954 - Rui Palhares, ex calciatore portoghese
- 1954 - Pan Hong, attrice cinese
- 1955 - Benedetto Carrara, ex fondista italiano
- 1955 - Caterina Costantini, attrice italiana
- 1955 - Giuliano Dall'Ò, architetto e saggista italiano
- 1955 - David Julius, fisiologo statunitense
- 1955 - Enrique Magdaleno, ex calciatore spagnolo
- 1955 - Steve Mariucci, allenatore di football americano statunitense
- 1955 - Cliff Marshall, calciatore inglese († 2021)
- 1955 - Mauro Meacci, abate italiano
- 1955 - Mauro Coruzzi, personaggio televisivo, conduttore radiofonico e cantante italiano
- 1955 - Garrison Rochelle, ballerino e coreografo statunitense
- 1955 - Laurie Tenney, ex tennista statunitense
- 1955 - Renzo Tombolato, ex cestista italiano
- 1955 - Matti Vanhanen, politico finlandese
- 1955 - Allan Zachariassen, ex maratoneta e ex mezzofondista danese
- 1956 - Marco Aime, antropologo, africanista e scrittore italiano
- 1956 - Domenico Condello, mafioso italiano
- 1956 - John Paul Getty III, imprenditore statunitense († 2011)
- 1956 - Lee Jung-il, ex calciatore sudcoreano
- 1956 - Giovanni Re, allenatore di calcio e ex calciatore italiano
- 1956 - Jordan Rudess, tastierista statunitense
- 1957 - Tony Abbott, politico australiano
- 1957 - Christopher Duggan, storico britannico († 2015)
- 1957 - Yoshinori Ishigami, ex calciatore giapponese
- 1957 - Madhukar, filosofo e religioso tedesco
- 1957 - Filippo Saltamartini, politico italiano
- 1957 - Aleksandr Skobov, storico, attivista e giornalista russo
- 1957 - Aleksandr Tkačëv, ex ginnasta sovietico
- 1957 - Zerrin Özer, cantante turca
- 1958 - Uwe Bewersdorf, ex pattinatore artistico su ghiaccio tedesco
- 1958 - Kenneth Pomeranz, storico statunitense
- 1958 - Bert Romp, cavaliere olandese († 2018)
- 1958 - Dominique Voynet, politica francese
- 1959 - Marta Bifano, attrice e produttrice cinematografica italiana
- 1959 - Carlo Bosi, tenore italiano
- 1959 - Dirk Demol, dirigente sportivo e ex ciclista su strada belga
- 1959 - Caridad Despaigne, ex cestista cubana
- 1959 - József Fitos, calciatore e allenatore di calcio ungherese († 2022)
- 1959 - Ken Kirzinger, attore e stuntman canadese
- 1959 - Moysés Louro de Azevedo Filho, brasiliano
- 1959 - Mauro Pilato, disc jockey e produttore discografico argentino
- 1959 - Marina Suma, attrice italiana
- 1959 - Giampiero Ticchi, allenatore di pallacanestro italiano
- 1960 - Pietro Armenise, allenatore di calcio e ex calciatore italiano
- 1960 - Peppo Biscarini, nuotatore, apneista e attore italiano
- 1960 - Siniša Glavašević, giornalista croato († 1991)
- 1960 - Kathy Griffin, attrice, personaggio televisivo e comica statunitense
- 1960 - Igor Liba, ex hockeista su ghiaccio slovacco
- 1960 - Carmen Martínez, cestista spagnola († 2015)
- 1960 - Frl. Menke, cantante tedesca
- 1960 - Caroline Stoll, ex tennista statunitense
- 1960 - Carlo de Blasio, giornalista italiano
- 1961 - Jon Robin Baitz, drammaturgo, sceneggiatore e produttore televisivo statunitense
- 1961 - Maurizio Casagrande, attore italiano
- 1961 - Andrea Fornili, chitarrista italiano
- 1961 - Carlos García Cantarero, allenatore di calcio spagnolo
- 1961 - Stanislav Griga, allenatore di calcio e ex calciatore slovacco
- 1961 - Lars Jakobsen, ex calciatore danese
- 1961 - Susana Keresztesi, ex cestista rumena
- 1961 - Lee Kyung-nam, ex calciatore sudcoreano
- 1961 - Ralph Macchio, attore, regista e produttore televisivo statunitense
- 1961 - Barry Mungar, ex cestista canadese
- 1961 - Esa Pekonen, allenatore di calcio e ex calciatore finlandese
- 1961 - Nigel Worthington, ex calciatore e allenatore di calcio nordirlandese
- 1962 - Jean-Pierre Bemba, politico della Repubblica Democratica del Congo
- 1962 - Roberto Giorgetti, politico sammarinese
- 1962 - Steffond Johnson, ex cestista statunitense
- 1962 - Rick Yancey, scrittore statunitense
- 1963 - Gennadij Avdeenko, ex altista sovietico
- 1963 - Pietro Bontempo, attore e regista italiano
- 1963 - Horacio Elizondo, ex arbitro di calcio argentino
- 1963 - Rosario Flores, attrice e cantante spagnola
- 1963 - Lily Franky, attore, scrittore e disegnatore giapponese
- 1963 - Thomas Huber, ex pallanuotista tedesco
- 1963 - Luciano Iturrino, ex calciatore spagnolo
- 1963 - Marthe Ndiaye, ex cestista senegalese
- 1963 - Otto Orf, ex calciatore e ex giocatore di calcio a 5 statunitense
- 1963 - Mario Rivera, bassista, compositore e attore italiano
- 1963 - Michel Therrien, allenatore di hockey su ghiaccio e ex hockeista su ghiaccio canadese
- 1963 - Wang Shu, architetto cinese
- 1963 - Todd Witsken, tennista statunitense († 1998)
- 1963 - Lena Zavaroni, cantante britannica († 1999)
- 1964 - Roberto Alesse, dirigente pubblico italiano
- 1964 - Sandrone Dazieri, scrittore, sceneggiatore e curatore editoriale italiano
- 1964 - Bruno Eyron, attore, conduttore televisivo e produttore cinematografico tedesco
- 1964 - Antonio Massarutto, economista italiano
- 1964 - Yūko Mizutani, attrice e doppiatrice giapponese († 2016)
- 1964 - Wayne Morris, attore inglese
- 1965 - Luca Della Bianca, attore teatrale e scrittore italiano
- 1965 - Chen Lippin, ex cestista israeliano
- 1965 - Pata, musicista e compositore giapponese
- 1965 - Franco Properzi, allenatore di rugby a 15 e ex rugbista a 15 italiano
- 1965 - Jeff Scott Soto, cantante statunitense
- 1965 - Claudia Strobl, dirigente sportiva e ex sciatrice alpina austriaca
- 1965 - Kiersten Warren, attrice statunitense
- 1965 - Wayne Static, cantautore e polistrumentista statunitense († 2014)
- 1966 - Alessandro Fantini, clarinettista italiano
- 1966 - Daniele Gaglianone, regista, sceneggiatore e direttore della fotografia italiano
- 1966 - Jonny Kennedy, britannico († 2003)
- 1966 - Irmão Lázaro, cantautore, compositore e politico brasiliano († 2021)
- 1966 - Goran Rađenović, ex pallanuotista jugoslavo
- 1966 - Marinella Soldi, dirigente d'azienda italiana
- 1967 - Daisuke Asakura, musicista, compositore e produttore discografico giapponese
- 1967 - Yılmaz Erdoğan, regista, attore e poeta turco
- 1967 - David MacEachern, ex bobbista canadese
- 1967 - Fikret Orman, imprenditore, ingegnere e dirigente sportivo turco
- 1967 - Mino Raiola, procuratore sportivo italiano († 2022)
- 1967 - Alberto Rivolta, calciatore italiano († 2019)
- 1967 - Olena Sadovnyča, ex arciera ucraina
- 1967 - Andrea Sardini, allenatore di calcio e ex calciatore italiano
- 1967 - Randy White, ex cestista statunitense
- 1968 - M.T. Anderson, scrittore statunitense
- 1968 - Alessia Anfuso, scenografa italiana
- 1968 - Andrea Bartolini, ex pilota motociclistico italiano
- 1968 - Krista Bridges, attrice canadese
- 1968 - Gabriela Cabezón Cámara, scrittrice e giornalista argentina
- 1968 - Raúl Cruselles, ex calciatore spagnolo
- 1968 - Luigi Dallai, politico italiano
- 1968 - Osvaldo Fernández, giocatore di baseball cubano
- 1968 - Keiji Gotō, regista e fumettista giapponese
- 1968 - Marco Marra, autore televisivo, conduttore televisivo e regista italiano
- 1968 - Troy McLawhorn, chitarrista statunitense
- 1968 - Carlos Morales Santos, ex calciatore paraguaiano
- 1968 - Almudena Muñoz, ex judoka spagnola
- 1968 - Uwe Peschel, dirigente sportivo e ex ciclista su strada tedesco
- 1968 - Gary Stretch, pugile e attore britannico
- 1969 - Jan Apell, ex tennista e allenatore di tennis svedese
- 1969 - Diana Bianchedi, dirigente sportiva e ex schermitrice italiana
- 1969 - Katrin Borchert, ex canoista tedesca
- 1969 - Kathrin Boron, ex canottiera tedesca
- 1969 - Chun Byung-kwan, ex sollevatore sudcoreano
- 1969 - Sean Combs, rapper e produttore discografico statunitense
- 1969 - Ricky Fanté, cantante e attore statunitense
- 1969 - Thomas Luther, scacchista tedesco
- 1969 - Matthew McConaughey, attore e produttore cinematografico statunitense
- 1969 - Aleksandr Moskalenko, ex ginnasta russo
- 1969 - Stefania Petyx, personaggio televisivo italiano
- 1969 - Samantha Smith, attrice statunitense
- 1970 - Lauri Aus, ciclista su strada estone († 2003)
- 1970 - Stefania Bianchini, pugile italiana
- 1970 - Malena Ernman, cantante e mezzosoprano svedese
- 1970 - Sebastián Estevanez, attore argentino
- 1970 - Ulises Goire, ex cestista cubano
- 1970 - Anthony Ruivivar, attore statunitense
- 1970 - Anett Schuck, ex canoista tedesca
- 1970 - Tony Sly, cantante e chitarrista statunitense († 2012)
- 1970 - Matt Wenstrom, ex cestista statunitense
- 1971 - Ben Agathangelou, ingegnere britannico
- 1971 - Marco Büchel, ex sciatore alpino liechtensteinese
- 1971 - Richard Hudson, politico statunitense
- 1971 - Perry Moore, scrittore, produttore cinematografico e sceneggiatore statunitense († 2011)
- 1971 - Andrew J. Noymer, astronomo statunitense
- 1971 - Gregory Porter, cantante statunitense
- 1971 - John Rillie, ex cestista e allenatore di pallacanestro australiano
- 1971 - Morlaye Soumah, ex calciatore guineano
- 1971 - Tabu, attrice indiana
- 1972 - Steve Cruz, ex attore pornografico, regista e produttore cinematografico statunitense
- 1972 - Vincenzo Carlo Di Gennaro, carabiniere italiano († 2019)
- 1972 - Luís Figo, dirigente sportivo e ex calciatore portoghese
- 1972 - Wendy Hoopes, attrice e doppiatrice statunitense
- 1972 - Jeffrey Kaplan, autore di videogiochi statunitense
- 1972 - Kim Hak-chul, ex calciatore sudcoreano
- 1972 - Yiyun Li, scrittrice statunitense
- 1972 - Nadja Obrist, ex sciatrice alpina austriaca
- 1972 - Myles Pollard, attore australiano
- 1972 - Anders Holch Povlsen, imprenditore danese
- 1972 - Pino Torcasio, attore italiano
- 1973 - Paolo Coppola, politico italiano
- 1973 - Hugo Costa, ex calciatore portoghese
- 1973 - Annamaria Giacometti, ex schermitrice italiana
- 1973 - Eran Kolirin, regista e sceneggiatore israeliano
- 1973 - Paola Mancini, politica italiana
- 1973 - Steven Ogg, attore canadese
- 1973 - Jason Shaw, supermodello e attore statunitense
- 1973 - Nikos Timotheou, ex calciatore cipriota
- 1973 - Nicola Vizzoni, martellista italiano
- 1973 - Renārs Vucāns, ex calciatore e ex giocatore di calcio a 5 lettone
- 1974 - Kaws, artista, designer e pittore statunitense
- 1974 - Gastón Etlis, ex tennista argentino
- 1974 - Rosa Lappi-Seppälä, allenatrice di calcio, giocatrice di calcio a 5 e ex calciatrice finlandese
- 1974 - Jérôme Leroy, ex calciatore francese
- 1974 - Robert Meglič, ex saltatore con gli sci sloveno
- 1974 - Louise Redknapp, cantante e personaggio televisivo britannica
- 1974 - Victor Riley, giocatore di football americano statunitense († 2024)
- 1974 - Robbie Winters, ex calciatore scozzese
- 1974 - Cedric Bixler Zavala, cantante e musicista statunitense
- 1975 - Gabriel Bordi, ex calciatore argentino
- 1975 - Ignacio Castillo, allenatore di calcio e ex calciatore argentino
- 1975 - Warren Christie, attore britannico
- 1975 - Tat'jana Goldobina, ex tiratrice a segno russa
- 1975 - Goran D. Kleut, attore australiano
- 1975 - Yoann Le Boulanger, ex ciclista su strada francese
- 1975 - Emanuele Loperfido, politico italiano
- 1975 - Orlando Pace, ex giocatore di football americano statunitense
- 1975 - Heather Tom, attrice statunitense
- 1975 - Lorenzen Wright, cestista statunitense († 2010)
- 1976 - Matt Brown, musicista statunitense
- 1976 - Giuliana Campanella, ex rugbista a 15, allenatrice di rugby a 15 e dirigente sportiva italiana
- 1976 - Kende Fodor, schermidore ungherese
- 1976 - Sander van Gessel, allenatore di calcio e ex calciatore olandese
- 1976 - Dmitrij Jarošenko, ex biatleta russo
- 1976 - Bruno Junqueira, pilota automobilistico brasiliano
- 1976 - Romina Masolini, ex snowboarder italiana
- 1976 - Mario Melchiot, ex calciatore olandese
- 1976 - Alexander Popp, ex tennista tedesco
- 1976 - Giovanni Raineri, ex rugbista a 15 e allenatore di rugby a 15 italiano
- 1976 - Christian Stelluti, attore e ballerino italiano
- 1976 - Mark Szücs, allenatore di hockey su ghiaccio e ex hockeista su ghiaccio austriaco
- 1976 - Makoto Tamada, pilota motociclistico giapponese
- 1976 - Martin Tauber, ex fondista austriaco
- 1976 - Peter Van Houdt, ex calciatore belga
- 1976 - Ulrich Vinzents, calciatore danese
- 1976 - Justine Waddell, attrice britannica
- 1977 - Simon Arusei, ex mezzofondista e maratoneta keniota
- 1977 - Chen Ying, tiratrice a segno cinese
- 1977 - Hristo Jovov, ex calciatore bulgaro
- 1977 - Dalibor Mitrović, ex calciatore serbo
- 1977 - Evgenija Radanova, pattinatrice di short track e pistard bulgara
- 1977 - So Ji-sub, attore e cantante sudcoreano
- 1977 - Tom Vaughan-Lawlor, attore irlandese
- 1978 - Andy Flickinger, ex ciclista su strada, pistard e dirigente sportivo francese
- 1978 - Valentina Igošina, pianista russa
- 1978 - Carole Péon, triatleta francese
- 1978 - Valeria Solarino, attrice italiana
- 1978 - Francesco Testi, attore italiano
- 1978 - Gorka Verdugo, ex ciclista su strada spagnolo
- 1979 - Adrian Blincoe, mezzofondista neozelandese
- 1979 - Trishelle Cannatella, modella e attrice statunitense
- 1979 - Daisy Eagan, attrice e cantante statunitense
- 1979 - Audrey Hollander, ex attrice pornografica e regista statunitense
- 1979 - Shōichirō Suzuki, giocatore di football americano giapponese
- 1980 - Lorenzo Alfonsi, pilota motociclistico italiano
- 1980 - Frode Bjørnevik, ex calciatore norvegese
- 1980 - Jerry Collins, rugbista a 15 neozelandese († 2015)
- 1980 - Alberto Di Bernardo, rugbista a 15 argentino
- 1980 - Ara Hakobyan, ex calciatore armeno
- 1980 - Jarrett Hart, ex cestista britannico
- 1980 - Abdoul Rahman Issah, ex calciatore ghanese
- 1980 - Carsten Lichtlein, pallamanista tedesco
- 1980 - Genc Mehmeti, ex calciatore svizzero
- 1980 - Tuda Murphy, ex calciatore britannico
- 1980 - Ivo Oliveira, ex calciatore portoghese
- 1980 - Marcy Rylan, attrice statunitense
- 1980 - Mohamed Salmeen, ex calciatore bahreinita
- 1980 - Thomas Turolo, regista italiano
- 1980 - Thomas Weller, ex calciatore tedesco
- 1981 - Adriana Araújo, pugile brasiliana
- 1981 - Pankracije Barać, ex cestista croato
- 1981 - Tat'jana Kovylina, modella russa
- 1981 - Levi Kreis, attore e cantante statunitense
- 1981 - Michele Maganza, attore italiano
- 1981 - Lakshmi Menon, modella indiana
- 1981 - Enrique Parada, ex calciatore boliviano
- 1981 - Jérôme Schneider, ex calciatore svizzero
- 1981 - Martina Strutz, astista tedesca
- 1981 - Vince Wilfork, ex giocatore di football americano statunitense
- 1981 - Xu Yan, judoka cinese
- 1982 - Mădălin Ciucă, ex calciatore rumeno
- 1982 - Michela Cobisi, ex pattinatrice artistica su ghiaccio italiana
- 1982 - Marco Drago, astrofisico italiano
- 1982 - Jason Fontenet, ex cestista statunitense
- 1982 - Devin Hester, ex giocatore di football americano statunitense
- 1982 - Wolfgang Linger, ex slittinista austriaco
- 1982 - Neil Mellor, ex calciatore inglese
- 1982 - Yohann Pelé, ex calciatore francese
- 1982 - Javier Rossi, calciatore argentino
- 1982 - Kamila Skolimowska, martellista polacca († 2009)
- 1982 - Travis Van Winkle, attore statunitense
- 1982 - Maria Diletta Veronese, ex rugbista a 15 italiana
- 1983 - Ibrahim Aldatov, lottatore ucraino
- 1983 - Jiří Bílek, ex calciatore ceco
- 1983 - Andy Butler, allenatore di calcio e ex calciatore inglese
- 1983 - Andrés Chocho, marciatore ecuadoriano
- 1983 - Choe Hyon-u, ex calciatore nordcoreano
- 1983 - Djadji Daffe, ex giocatore di football americano francese
- 1983 - Melanie Kok, canottiera canadese
- 1983 - Emmy the Great, cantautrice britannica
- 1983 - Park Ji-eun, goista sudcoreana
- 1983 - Francisco Javier Peral, ex calciatore spagnolo
- 1983 - Jorge Pobes, attore spagnolo
- 1983 - Giuseppe Pugliese, allenatore di calcio e ex calciatore italiano
- 1983 - Abd al-Aziz bin Sa'ud Al Sa'ud, principe e politico saudita
- 1984 - Yousuf Al-Busaidi, calciatore omanita
- 1984 - Tariq Al-Hargan, ex calciatore saudita
- 1984 - Branden Albert, ex giocatore di football americano statunitense
- 1984 - Dustin Brown, hockeista su ghiaccio statunitense
- 1984 - Etiënne Esajas, ex calciatore olandese
- 1984 - Adam Grahn, cantante e chitarrista svedese
- 1984 - Tony Hills, ex giocatore di football americano statunitense
- 1984 - David Jones, ex calciatore inglese
- 1984 - Navonda Moore, ex cestista statunitense
- 1984 - Ryan Nemeth, wrestler statunitense
- 1984 - Anna Maria Picarelli, allenatrice di calcio e ex calciatrice statunitense
- 1984 - Mikel Rico, ex calciatore spagnolo
- 1984 - Courtney Thompson, pallavolista statunitense
- 1984 - Ayila Yussuf, ex calciatore nigeriano
- 1985 - Anton Archipov, ex calciatore russo
- 1985 - Fabrizio Benzoni, politico italiano
- 1985 - Giulia Conti, velista italiana
- 1985 - Tom Crabtree, giocatore di football americano statunitense
- 1985 - Olivia Taylor Dudley, attrice statunitense
- 1985 - Marcell Jansen, dirigente sportivo e ex calciatore tedesco
- 1985 - Plamen Krumov, ex calciatore bulgaro
- 1985 - Alessio Lisci, allenatore di calcio italiano
- 1985 - Daniel Lomeli, pugile statunitense
- 1985 - Fenedy Masauvakalo, calciatore vanuatuano
- 1985 - Fabricio Núñez, ex calciatore uruguaiano
- 1985 - Vanessa Struhler, cantante tedesca
- 1985 - Gillian Zinser, attrice statunitense
- 1986 - Michail Afanas'eŭ, allenatore di calcio e ex calciatore bielorusso
- 1986 - Alsény Camara, ex calciatore guineano
- 1986 - Kristin Cast, scrittrice statunitense
- 1986 - Brian Gartland, ex calciatore irlandese
- 1986 - Valentina Giallongo, pallamanista italiana
- 1986 - Maggie Goodlander, politica statunitense
- 1986 - Brendan Green, ex biatleta canadese
- 1986 - Jesús Herrero, giocatore di calcio a 5 spagnolo
- 1986 - Alexz Johnson, cantautrice e attrice canadese
- 1986 - Brandon LaFell, giocatore di football americano statunitense
- 1986 - Szymon Pawłowski, calciatore polacco
- 1986 - Aleksej Puškarëv, bobbista russo
- 1986 - Natalie Pérez, attrice e cantante argentina
- 1986 - Debabrata Roy, calciatore indiano
- 1986 - Saër Sène, ex calciatore francese
- 1986 - Kirsty Yallop, ex calciatrice neozelandese
- 1987 - Jermaine Beal, ex cestista statunitense
- 1987 - Tim Breukers, calciatore olandese
- 1987 - T.O.P, rapper, cantautore e produttore discografico sudcoreano
- 1987 - Adolph Joseph DeLaGarza, ex calciatore statunitense
- 1987 - Carlos Gaete Moggia, calciatore svedese
- 1987 - Artur Jędrzejczyk, calciatore polacco
- 1987 - Elishay Kadir, cestista israeliano
- 1987 - Osmar López, calciatore guatemalteco
- 1987 - Natalija Lupu, mezzofondista ucraina
- 1987 - Mossis Madu, giocatore di football americano statunitense
- 1987 - Trouble, rapper statunitense († 2022)
- 1987 - Carlo Sciaccaluga, regista teatrale, attore e traduttore italiano
- 1987 - Bryan Walters, giocatore di football americano statunitense
- 1987 - Rhoys Wiggins, ex calciatore gallese
- 1988 - Waleed Al Hayam, calciatore bahreinita
- 1988 - Dez Bryant, giocatore di football americano statunitense
- 1988 - Gemitaiz, rapper e produttore discografico italiano
- 1988 - Kim Dolstra, calciatrice olandese
- 1988 - Drake Dunsmore, giocatore di football americano statunitense
- 1988 - Andrew Gachkar, giocatore di football americano statunitense
- 1988 - Jamelle Horne, ex cestista panamense
- 1988 - Justin Johnson, ex cestista statunitense
- 1988 - Chris Martin, calciatore scozzese
- 1988 - Kevin McDonald, calciatore scozzese
- 1988 - Prince Oniangué, ex calciatore francese
- 1988 - Aleksandra Packevič, sincronetta russa
- 1988 - Anderson Pico, calciatore brasiliano
- 1988 - Emmanuel Pío, calciatore argentino
- 1988 - Sergio Postigo, calciatore spagnolo
- 1988 - Christian Ramos, calciatore peruviano
- 1988 - Ava Smith, supermodella statunitense
- 1988 - Nick Toon, giocatore di football americano statunitense
- 1988 - Leandro Gabriel Torres, ex calciatore argentino
- 1988 - Kévin Tresfield, calciatore francese
- 1988 - Brandon Wynn, ginnasta statunitense
- 1989 - Saeid Abdevali, lottatore iraniano
- 1989 - Charles Abouo, cestista ivoriano
- 1989 - Jaber Al-Owaisi, calciatore omanita
- 1989 - Axel Bachmann, scacchista paraguaiano
- 1989 - Emese Barka, lottatrice ungherese
- 1989 - Junes Barny, ex calciatore svedese
- 1989 - Jarrett Boykin, giocatore di football americano statunitense
- 1989 - Anton Gaddefors, cestista svedese
- 1989 - Karol Gruszecki, cestista polacco
- 1989 - Emir Halilović, calciatore bosniaco
- 1989 - Miroslav Marković, calciatore serbo
- 1989 - Raúl Michel Melo da Silva, calciatore brasiliano
- 1989 - Paola Montanaro, ex cestista italiana
- 1989 - Jennie Öberg, ex fondista svedese
- 1989 - Ana Petrović, calciatrice croata
- 1989 - Marta Tagliaferro, ex ciclista su strada e pistard italiana
- 1989 - Christopher Telo, ex calciatore svedese
- 1989 - Enner Valencia, calciatore ecuadoriano
- 1989 - Damian Warner, multiplista canadese
- 1989 - Chris Wright, cestista statunitense
- 1990 - Jean-Luc Bilodeau, attore canadese
- 1990 - Rachele Bruni, nuotatrice italiana
- 1990 - Ely Fernandes, calciatore capoverdiano
- 1990 - Wesley Kreder, ex ciclista su strada olandese
- 1990 - Tommy McCarthy, pugile britannico
- 1990 - İlkin Qırtımov, calciatore azero
- 1990 - Lixy Rodríguez, calciatrice costaricana
- 1990 - Virginijus Sinkevičius, politico lituano
- 1991 - Səlahət Ağayev, calciatore azero
- 1991 - Joana Vanessa Carvalho, mezzofondista e maratoneta portoghese
- 1991 - Adriana Chechik, attrice pornografica statunitense
- 1991 - Alex Cooper, calciatore scozzese
- 1991 - Guilherme Gaio, giocatore di calcio a 5 brasiliano
- 1991 - Carlos Gutiérrez González, calciatore spagnolo
- 1991 - Zsolt Haraszti, calciatore ungherese
- 1991 - Michael Jacobs, calciatore inglese
- 1991 - Lesley Pattinama Kerkhove, ex tennista olandese
- 1991 - Tanya Reynolds, attrice britannica
- 1991 - Ri Hyong-mu, calciatore nordcoreano
- 1991 - Édson Rivera, calciatore messicano
- 1991 - Kathleen Slay, pallavolista statunitense
- 1991 - Michelangelo Tentori, ex sciatore alpino italiano
- 1991 - Bee Vang, attore e sceneggiatore statunitense
- 1992 - Saïda Akherraze, ex calciatrice francese
- 1992 - Johnny Dee, cestista statunitense
- 1992 - Celine van Duijn, tuffatrice olandese
- 1992 - Milad Intezar, calciatore afghano
- 1992 - Emrah Karaduman, cantautore turco
- 1992 - Jozef Kovalík, tennista slovacco
- 1992 - Luís Machado, calciatore portoghese
- 1992 - Kiana Madeira, attrice canadese
- 1992 - Amine Oudrhiri, calciatore francese
- 1992 - Sandra Paños, calciatrice spagnola
- 1992 - Lera Abova, modella e attrice russa
- 1992 - Cican Stanković, calciatore serbo
- 1992 - Vanessa Stefanello, calciatrice italiana
- 1992 - Jasha Sütterlin, ciclista su strada tedesco
- 1992 - Luca Tosi, calciatore sammarinese
- 1992 - Carlos Verona, ciclista su strada spagnolo
- 1992 - Julian Wießmeier, calciatore tedesco
- 1993 - Darwin Carrero, calciatore colombiano
- 1993 - Moira Dela Torre, cantante filippina
- 1993 - Pınar Deniz, attrice turca
- 1993 - Michael Gogl, ciclista su strada austriaco
- 1993 - Julien Laporte, calciatore francese
- 1993 - Luo Jing, calciatore cinese
- 1993 - Obinna Oleka, cestista statunitense
- 1993 - Andrus Peat, giocatore di football americano statunitense
- 1993 - Alejandro Peñaranda, calciatore colombiano († 2018)
- 1993 - Elisabeth Seitz, ex ginnasta tedesca
- 1993 - Jordan Smith, cantautore statunitense
- 1993 - Drew Starkey, attore statunitense
- 1994 - Breanna Clark, atleta paralimpica statunitense
- 1994 - Iolanda, cantautrice portoghese
- 1994 - Geoffrey Gadbois, bobbista statunitense
- 1994 - Pablo Ganet, calciatore equatoguineano
- 1994 - Austin Hooper, giocatore di football americano statunitense
- 1994 - Tyler Lancaster, giocatore di football americano statunitense
- 1994 - Keshi, cantante statunitense
- 1994 - Andrea Lázaro García, tennista spagnola
- 1994 - Kirsty McGuinness, calciatrice nordirlandese
- 1994 - Juan Sebastián Molano, ciclista su strada e pistard colombiano
- 1994 - Radu Mîțu, calciatore moldavo
- 1994 - Camilla Patriarca, ex ginnasta italiana
- 1994 - Vittoria Prandi, pallavolista italiana
- 1994 - Matteo Restivo, nuotatore italiano
- 1994 - Sarah Rose Summers, modella statunitense
- 1994 - Ryan Switzer, ex giocatore di football americano statunitense
- 1994 - Bruno Varela, calciatore portoghese
- 1994 - Chanthaphone Waenvongsoth, calciatore laotiano
- 1994 - Allef de Andrade Rodrigues, calciatore brasiliano
- 1995 - Pauline Bourdon, rugbista a 15 francese
- 1995 - Antoine Hoang, tennista francese
- 1995 - Deion Jones, giocatore di football americano statunitense
- 1995 - Bloody Hawk, rapper greco
- 1995 - James Knox, ciclista su strada britannico
- 1995 - Chris Lawless, ex ciclista su strada britannico
- 1995 - Maksim Maksimov, calciatore russo
- 1995 - Gustav Malja, ex pilota automobilistico svedese
- 1995 - Hubert Matynia, calciatore polacco
- 1995 - Gaël Ondoua, calciatore camerunese
- 1995 - Damiano Rosatelli, schermidore italiano
- 1995 - Egor Sorokin, calciatore russo
- 1995 - Gulmaral Yerkebayeva, lottatrice kazaka
- 1996 - Roger Brugué, calciatore spagnolo
- 1996 - Minkah Fitzpatrick, giocatore di football americano statunitense
- 1996 - Jannes Hundt, cestista tedesco
- 1996 - Michael Christian Martinez, pattinatore artistico su ghiaccio filippino
- 1996 - Nicole Mercedes Müller, attrice tedesca
- 1996 - Eric Paschall, cestista statunitense
- 1996 - Stan Pijnenburg, nuotatore olandese
- 1996 - Adelén, cantante norvegese
- 1996 - Fivel Stewart, attrice statunitense
- 1996 - Jordy Tshimanga, cestista canadese
- 1996 - Samuel Šefčík, calciatore slovacco
- 1997 - Bryony Botha, pistard neozelandese
- 1997 - Hiago, calciatore brasiliano
- 1997 - Víctor Dávila, calciatore cileno
- 1997 - Konrad Faber, calciatore tedesco
- 1997 - Jared Khasa, calciatore francese
- 1997 - Greg Little, giocatore di football americano statunitense
- 1997 - Everton Morelli, calciatore brasiliano
- 1997 - Joris Moutachy, calciatore francese
- 1997 - Gaoussou Samaké, calciatore ivoriano
- 1998 - Allan Arigoni, calciatore svizzero
- 1998 - Cedric Badolo, calciatore burkinabé
- 1998 - Jaŭhen Cichancoŭ, sollevatore bielorusso
- 1998 - Dai Shiyi, sincronetta cinese
- 1998 - Marilena Gerostergiou, cestista greca
- 1998 - Achraf Hakimi, calciatore marocchino
- 1998 - Juliette Labous, ciclista su strada e ciclocrossista francese
- 1998 - Emelyne Laurent, calciatrice francese
- 1998 - Patrik Mijić, calciatore croato
- 1998 - Franco Pérez, calciatore argentino
- 1998 - Erika Skofca, rugbista a 15 italiana
- 1998 - Einaras Tubutis, cestista lituano
- 1998 - Magdalena Welc, cantante polacca
- 1999 - Adriano, calciatore brasiliano
- 1999 - Lachlan Bassett, canoista australiano
- 1999 - Ekow Boye-Doe, giocatore di football americano ghanese
- 1999 - Nicolás Demartini, calciatore argentino
- 1999 - Eric Gray, giocatore di football americano statunitense
- 1999 - Polina Komar, sincronetta russa
- 1999 - Daniele Lavia, pallavolista italiano
- 1999 - Marokhy Ndione, calciatore svedese
- 1999 - Jeremiah Owusu-Koramoah, giocatore di football americano statunitense
- 1999 - Deabeas Owusu-Sekyere, calciatore olandese
- 1999 - Nikko Remigio, giocatore di football americano statunitense
- 1999 - Guðmundur Tryggvason, calciatore islandese
- 1999 - Ben Wilmot, calciatore inglese
- 2000 - Killian Corredor, calciatore francese
- 2000 - Rodrigo Gallo, calciatore argentino
- 2000 - Tyrese Maxey, cestista statunitense
- 2000 - Sun Yingsha, tennistavolista cinese
- 2000 - Jared Verse, giocatore di football americano statunitense
- 2000 - Caio Vidal, calciatore brasiliano
- 2000 - Jalen Wilson, cestista statunitense
- 2000 - Kartal Yılmaz, calciatore turco

## XXI secolo(11)
- 2001 - Maksim Muchin, calciatore russo
- 2002 - Gonzalo Larrazábal, calciatore uruguaiano
- 2002 - Pluuto, rapper estone
- 2002 - Kacper Tobiasz, calciatore polacco
- 2003 - Moussa Diakité, calciatore maliano
- 2003 - Lachlan Kennedy, velocista australiano
- 2003 - Dexter Lembikisa, calciatore giamaicano
- 2004 - Kenneth Gaudet, nuotatore artistico statunitense
- 2005 - Camilla von Lattorff, calciatrice liechtensteinese
- 2006 - Angelina, cantante francese
- 2006 - Darja Varfolomeev, ginnasta russa